# Golica (Karawanki)

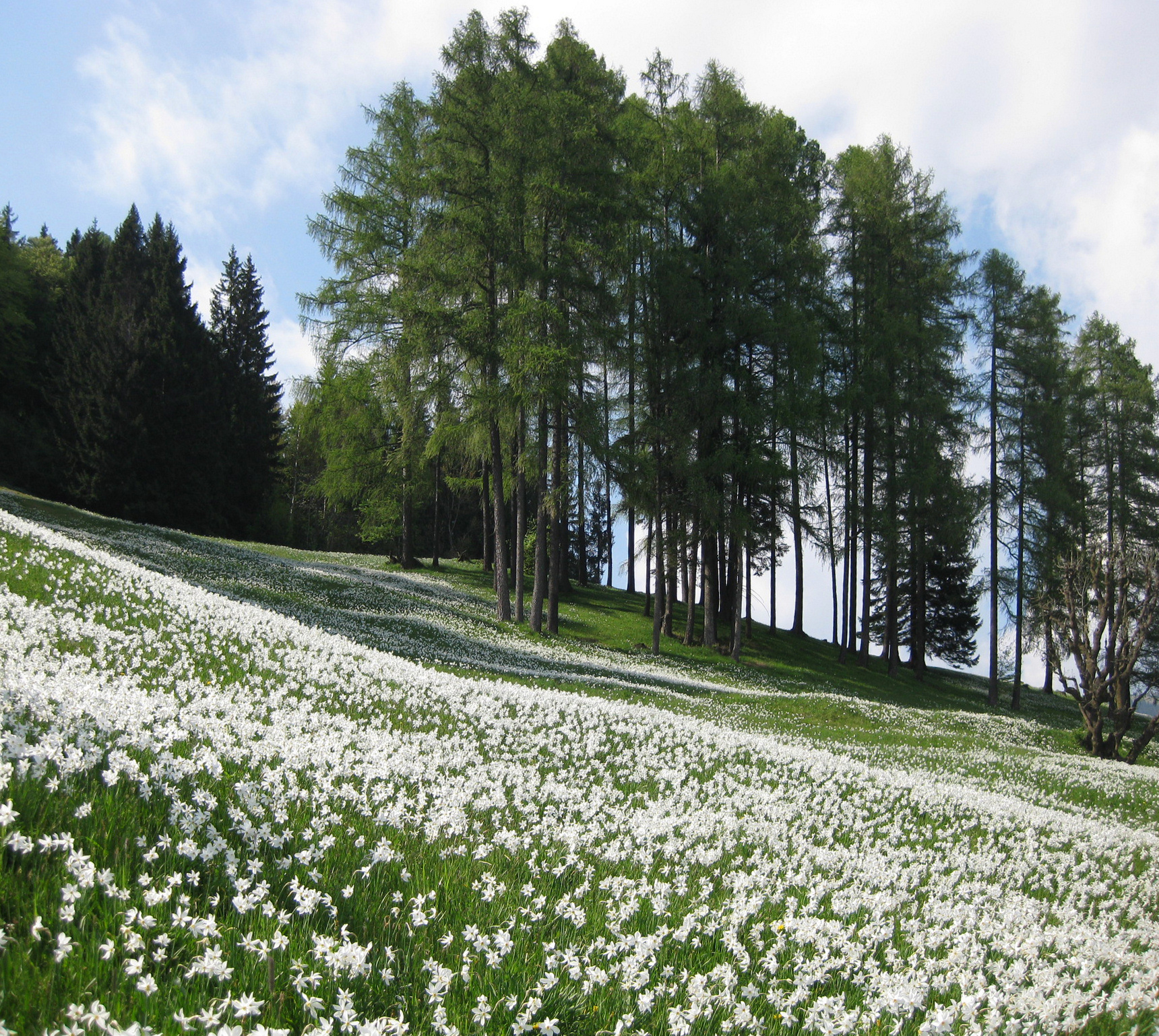
Polany górskich narcyzów (Narcissus poeticus radiiflorus) pod Golicą

Golica (niem. Kahlkogel, 1836 m n.p.m.) – szczyt w zachodnich Karawankach nad Jesenicami. Znajdują się na nim polany narcyzów. Zarówno sprzed schroniska, jak i ze szczytu jest widok na austriacką Karyntię oraz Alpy Julijskie i Kotlinę Lublańską.
Na granicy lasu na wysokości 1582 m znajduje się schronisko na Golicy z 40 miejscami. Stare, tzw. Schronisko Niemieckie podczas II wojny światowej podpalili partyzanci, żeby nie służyła Niemcom jako schronienie. Podczas II wojny światowej z tym samym celu spalono też tzw. Schronisko Słoweńskie na szczycie Golicy.
Dzisiaj zbocza Golicy służą jako pastwisko dla owiec, zaś do 1957 kosili ją gospodarze ze wsi pod nią. Góra jest dumą mieszkańców pod nią, między innymi także z powodu światowej sławy polki Slavka Avsenika Na Golicy.

## Stanowisko narcyzów
W maju (także koniec kwietnia albo sam początek czerwca, w zależności od warunków pogodowych) na zboczach u podnóża Golicy kwitną górskie narcyzy (Narcissus poeticus radiiflorus), które miejscowi zwą też ključavnicami. 
W języku słoweńskim istnieje około 120 nazw tego typu roślin. Narcyzy są roślinami wieloletnimi z cebulkami i są wiatropylne, dlatego znajdują się w wielkiej liczbie przede wszystkim na halach, łąkach, gdzie są dogodne warunki do rozmnażania. Golicę porastały jeszcze po II wojnie światowej do szczytu, dzisiaj zaś są ich stanowiska znacząco mniejsze. Zagraża im współczesny sposób mechanicznej uprawy ziemi i nawozy sztuczne. Intensywne nawożenie przyspiesza wzrost mniszków i trawy, które wypierają narcyzy. Oprócz tego są narcyzowe łąki nieodpowiednie jako pastwiska: dopóki są liście narcyzów zielone, są dla zwierzyny trujące. Dlatego dawniej gospodarze gnali zwierzynę na tego typu zbocza dopiero w sierpniu. Sianokosy są odpowiednie dopiero po 20 czerwca. Ludowa nazwa ključavnica („kluczownica”) w okolicy Jesenic powstało dlatego, że kwiaty nie dopuszczają owadom na zapylanie (są „zamknięte”). Dojść do polan narcyzów można z Jesenic ku Planinie pod Golicą ewentualnie Plavškiemu rovtowi.
Na Golicy rosną też zagrożone rośliny Crepis bocconi i widłak alpejski.
W maju odbywa się na Planinie pod Golicą tradycyjna impreza „Święto Narcyzów”. Większe stanowiska w Słowenii znajdują się też na Prekmurju, w dolinie górnej Kupy i na Kočevju.

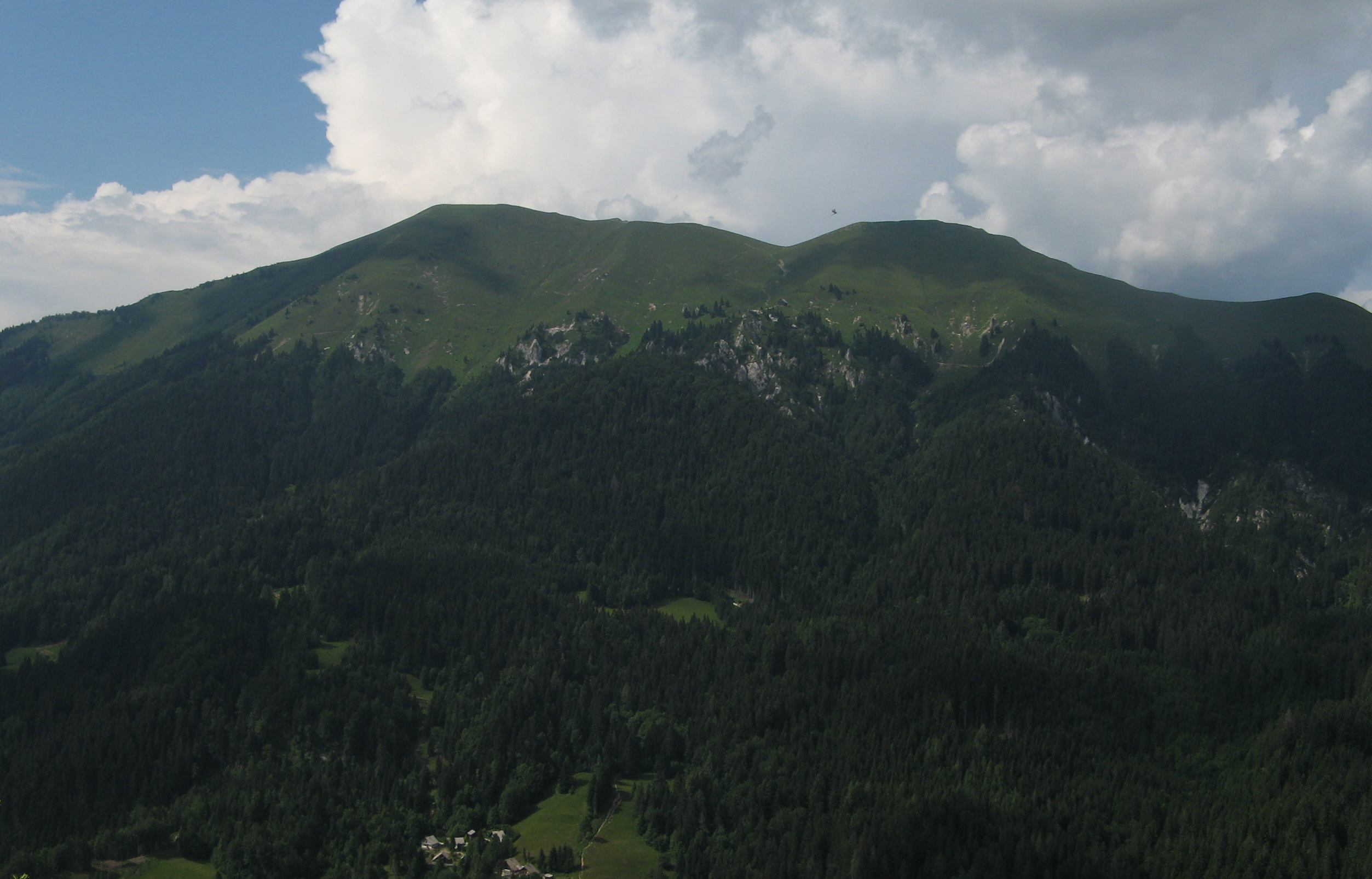
Golica

## Punkt startowy
- Planina pod Golico (950 m)

## Przejścia turystyczne
- 2½h: z Planiny pod Golicą
- 2h: Klek (1753 m), przez Jekljevo sedlo (1488 m)
- 2½h: Rožca (1587 m), przez Jekljevo sedlo i po zboczu Kleka